# Sima Lozanić
Sima Lozanić (Сима Лозанић) (1847-1935) est un chimiste serbe, président de l'Académie serbe des sciences et des arts, le premier recteur de l'université de Belgrade, ministre des Affaires étrangères, ministre de l'Industrie et diplomate.

## Biographie
Sima Lozanić est né le 24 février 1847 à Belgrade, Principauté de Serbie. C'est à Belgrade qu'il effectua ses études de droit puis étudia la chimie avec le professeur Johannes Wislicenius à Zurich. Plus tard il suivit les cours de August Wilhelm von Hofmann à Berlin. Il obtient son doctorat le 19 mars 1870 à l'université de Zurich. Il enseigna à l'université de Belgrade à partir de 1872 et à la Faculté de philosophie de Belgrade jusqu'en 1924.
Quand l'Université de Belgrade est fondée en 1905, il fait partie des huit premiers professeurs à temps plein, engagés pour sélectionner la nouvelle équipe académique. Sima Lozanić fut ensuite choisi comme recteur de cette université. Les premiers mots de son discours inaugural de 1905 sont encore connus : "Notre ancienne croyance, que les Serbes s'uniraient, non pas par l'écriture de livre, mais par les armes ; a été désastreuse pour notre intelligence. Je crois, au contraire, que l'éducation, sera le facteur primordial de la résolution de cette importante question, et qu'elle aurait déjà été résolue si nous avions attaché plus d'importance à notre éducation. Plus loin, je crois que l'éducation est la force qui permet d'atteindre tous les objectifs. Si l'éducation avait été plus avancée, tout, la vie des nôtres aurait été meilleure et couronnée de plus de succès"
Ses cours de chimie égalaient, voire, dépassaient peut-être dans certains cas, ceux des meilleures universités d'Europe. Ils étaient dispensés dans des laboratoires et des bibliothèques bien équipés. Ils permirent la production des premiers manuels de chimie modernes. Lozanić lui-même rédigea un certain nombre de ces manuels qui couvraient de larges domaines de la chimie : chimie inorganique, chimie organique, chimie analytique et génie chimique. Ces manuels furent reconnus à l'échelle internationale et considérés comme fondateurs dans certains domaines. Par exemple, son manuel sur la chimie inorganique est le premier manuel universitaire européen à reprendre la table périodique des éléments de Dmitri Mendeleïev, et l'un des premiers à contenir un chapitre sur la thermochimie. Quant à son manuel de chimie organique, il fait partie des premiers livres dans lesquels les composés chimiques sont représentés par leur formule développée plane.
Bien que ses travaux aient abordé toutes les branches de la chimie, ses travaux les plus notables concernent l'électrosynthèse. Il rechercha dans ce domaine, les réactions possibles du monoxyde de carbone et du dioxyde de carbone avec d'autres substances chimiques sous l'effet d'une décharge électrique. Il publia environ 200 articles scientifiques tant en chimie appliquée qu'en chimie pure.
Sima Lozanić fut le premier à réaliser l'analyse chimique des eaux thermales de Gamzigrad en 1889. Il devint membre de la Société Académique Serbe le 30 juin 1873  et membre associé de l'Académie serbe des sciences et des arts le 23 janvier 1888, Académie dont il devient membre permanent le 6 juin 1890. Il fut d'ailleurs deux fois président de l'Académie Serbe des Sciences et des Arts, de 1899 à 1900 et de 1903 à 1906. De 1907 à 1912, il fut président de la section Chimie.
Sima Lozanić a également exercé une activité politique, en tant que Ministre de l'Industrie (à quatre reprises en 1894, 1894-1895 et de 1897 à 1899). Il fut également Ministre des Affaires Étrangères à trois reprises (1894 et 1902-1903) et exerça des activités diplomatiques en particulier lors des différents conflits armés de l'époque. Sima Lozanić fut ambassadeur de Serbie à Londres à partir de 1900, Président du comité d'aide aux réfugiés serbes en 1916 et à la tête de la mission d'aide et de soutien américaine pour la Serbie en 1917.
Enfin, il fut élu premier docteur honoris causa en science de l'université de Belgrade. Il mourut le 7 juillet 1935, à l'âge de 89 ans. Son fils, Milivoje S. Lozanić fut également chimiste et hérita de sa chaire de professeur de chimie.
Une exposition intitulée « Sima Lozanić dans la science et la culture serbe » a été organisée en son honneur par l'Académie serbe des sciences et des arts de janvier à mars 1993, dans la galerie de l'Académie, rue Knez Mihailova à Belgrade. Sa vie et son œuvre ont particulièrement été étudiés par le chimiste Snežana Bojović qui écrivit sa biographie.